# Saison 5 de Chicago Med
 (février 2025).
Si vous disposez d'ouvrages ou d'articles de référence ou si vous connaissez des sites web de qualité traitant du thème abordé ici, merci de compléter l'article en donnant les références utiles à sa vérifiabilité et en les liant à la section « Notes et références ».
Chronologie
Saison 4 Saison 6
Cet article présente le guide des épisodes de la cinquième saison de la série télévisée américaine Chicago Med.

## Généralités
- Aux États-Unis, elle est diffusée du 25 septembre 2019 au 15 avril 2020 sur le réseau NBC.
- Au Canada, elle est diffusée en simultané sur le réseau Citytv[1].

## Distribution

### Acteurs principaux
- Nick Gehlfuss (VF : Didier Cherbuy) : Dr William « Will » Halstead, chirurgien et frère du détective Jay Halstead
- Yaya DaCosta (VF : Stéphanie Hédin) : April Sexton, une infirmière
- Torrey DeVitto (VF : Véronique Desmadryl) : Dr Natalie Manning, une pédiatre
- Brian Tee (VF : Sylvain Agaësse) : Dr Ethan Choi, urgentiste, un ancien médecin de l'Armée
- Marlyne Barrett (VF : Emmanuelle Rivière) : Maggie Lockwood, chef des infirmières des urgences
- S. Epatha Merkerson (VF : Virginie Emane) : Sharon Goodwin, la directrice du Chicago Medical Center
- Oliver Platt (VF : Yann Guillemot) : Dr Daniel Charles, chef de psychiatrie
- Dominic Rains (en) (VF : Anatole de Bodinat) : Dr Crockett Marcel, chirurgien traumatologiste/cardiothoracique

### Acteurs récurrents et invités
- Colin Donnell (VF : Olivier Chauvel) : Dr Connor Rhodes, un chirurgien traumatologiste/cardiothoracique (épisode 1)
- Norma Kuhling (VF : Barbara Beretta) : Dr Ava Bekker, un chirurgien traumatologiste/cardiothoracique (épisode 1)
- Brennan Brown (VF : Bruno Dubernat) : Dr Sam Abrams
- Ato Essandoh (VF : Namakan Koné) : Dr Isidore Latham, chef des chirurgien cardiothoracique
- Molly Bernard (VF : Caroline Lallau) : Elsa Curry
- Nate Santana (VF : Fred Colas) : Dr James Lanik
- Jeremy Shouldis (VF : Cédric Ingard) : Dr Marty Peterson
- Casey Tutton : Infirmière Monique Lawson
- Lorena Diaz (VF : Juliette Croizat) : Infirmière Doris
- Mia Park : Infirmière Beth Cole
- Adam Petchel (VF : Michael Aragones) : Tim Burke
- Paula Newsome (VF : Maïté Monceau) : Caroline Charles
- Ian Harding (VF : Denis Laustriat) : Phillip Davis
- Jessy Schram (VF : Ludivine Maffren) : Dr Hannah Asher, chirurgienne gynécologique
- Anna Belknap (VF : Barbara Kelsch) : Dr. Linda Strauss (épisode 17)

### Acteurs d'incursion
- De Chicago Police Department
  - LaRoyce Hawkins (VF : Daniel Lobé) : Inspecteur Kevin Atwater (épisode 1 et 4)
  - Tracy Spiridakos (VF : Olivia Luccioni) : Lieutenant Hailey Upton (épisode 4)

- De Chicago Fire
  - Jesse Spencer (VF : Guillaume Lebon) : Capitaine Matthew Casey (épisode 2 et 4)
  - Randy Flagler : Harold Capp (épisode 2 et 4)
  - Anthony Ferraris : Tony Ferraris (épisode 2 et 4)

## Épisodes

### Épisode 1:Rien ne sera plus comme avant
- États-Unis /  Canada : 25 septembre 2019 sur NBC / Citytv
- Belgique : 4 septembre 2020 sur RTL-TVI
- France : 17 mars 2021 sur TF1

- États-Unis : 7,53 millions de téléspectateurs (première diffusion)

### Épisode 2:Panne générale
- États-Unis /  Canada : 2 octobre 2019 sur NBC / Citytv
- Belgique : 4 septembre 2020 sur RTL-TVI
- France : 17 mars 2021 sur TF1

- États-Unis : 7,67 millions de téléspectateurs (première diffusion)

### Épisode 3:Seul face à la mort
- États-Unis /  Canada : 9 octobre 2019 sur NBC / Citytv
- Belgique : 4 septembre 2020 sur RTL-TVI
- France : 17 mars 2021 sur TF1

- États-Unis : 7,47 millions de téléspectateurs (première diffusion)

### Épisode 4:Épidémie
- États-Unis /  Canada : 16 octobre 2019 sur NBC / Citytv
- France

- États-Unis : 8,93 millions de téléspectateurs (première diffusion)

Alors qu'ils se préparaient à regarder un match de football américain, une personne tombe malade. La personne est transférée à Chicago Med et il s'avère qu'il s'agit d'une maladie inconnue qui fait des ravages sur de nombreuses victimes dans la ville et qu'il pourrait s'agir d'une attaque terroriste.

### Épisode 5:Je suis ton ami
- États-Unis /  Canada : 23 octobre 2019 sur NBC / Citytv
- Belgique : 11 septembre 2020 sur RTL-TVI

- États-Unis : 7,84 millions de téléspectateurs (première diffusion)

### Épisode 6:Sors de ma vie
- États-Unis /  Canada : 30 octobre 2019 sur NBC / Citytv
- Belgique : 11 septembre 2020 sur RTL-TVI

- États-Unis : 7,95 millions de téléspectateurs (première diffusion)

### Épisode 7:De quoi demain sera fait
- États-Unis /  Canada : 6 novembre 2019 sur NBC / Citytv
- Belgique : 18 septembre 2020 sur RTL-TVI

- États-Unis : 8,09 millions de téléspectateurs (première diffusion)

### Épisode 8:Si ça en vaut la peine
- États-Unis /  Canada : 13 novembre 2019 sur NBC / Citytv
- Belgique : 18 septembre 2020 sur RTL-TVI

- États-Unis : 7,43 millions de téléspectateurs (première diffusion)

### Épisode 9:Libre comme l'air
- États-Unis /  Canada : 20 novembre 2019 sur NBC / Citytv
- Belgique : 25 septembre 2020 sur RTL-TVI

- États-Unis : 8,43 millions de téléspectateurs (première diffusion)

### Épisode 10:Laisser le passé derrière soi
- États-Unis /  Canada : 8 janvier 2020 sur NBC / Citytv
- Belgique : 25 septembre 2020 sur RTL-TVI

- États-Unis : 7,46 millions de téléspectateurs (première diffusion)

### Épisode 11:Tout ce qui nous sépare
- États-Unis /  Canada : 15 janvier 2020 sur NBC / Citytv
- Belgique : 2 octobre 2020 sur RTL-TVI

- États-Unis : 8,45 millions de téléspectateurs (première diffusion)

### Épisode 12:Le Jugement de Salomon
- États-Unis /  Canada : 22 janvier 2020 sur NBC / Citytv
- Belgique : 2 octobre 2020 sur RTL-TVI

- États-Unis : 8,44 millions de téléspectateurs (première diffusion)

### Épisode 13:Le Mal de vivre
- États-Unis /  Canada : 5 février 2020 sur NBC / Citytv
- Belgique : 9 octobre 2020 sur RTL-TVI

- États-Unis : 8,66 millions de téléspectateurs (première diffusion)

### Épisode 14:Rien ne dure éternellement
- États-Unis /  Canada : 12 février 2020 sur NBC / Citytv
- Belgique : 9 octobre 2020 sur RTL-TVI

- États-Unis : 8,17 millions de téléspectateurs (première diffusion)

### Épisode 15:Le Rôle d'une vie
- États-Unis /  Canada : 26 février 2020 sur NBC / Citytv
- Belgique : 16 octobre 2020 sur RTL-TVI

- États-Unis : 8,61 millions de téléspectateurs (première diffusion)

### Épisode 16:Qui lui jette la première pierre?
- États-Unis /  Canada : 4 mars 2020 sur NBC / Citytv
- Belgique : 16 octobre 2020 sur RTL-TVI

- États-Unis : 8,31 millions de téléspectateurs (première diffusion)

### Épisode 17:Sang pour cent
- États-Unis /  Canada : 18 mars 2020 sur NBC / Citytv
- Belgique : 23 octobre 2020 sur RTL-TVI
- France : 5 mai 2021 sur TF1

- États-Unis : 9,17 millions de téléspectateurs (première diffusion)

### Épisode 18:Quand on n'a que l'amour
- États-Unis /  Canada : 25 mars 2020 sur NBC / Citytv
- Belgique : 23 octobre 2020 sur RTL-TVI
- France : 5 mai 2021 sur TF1

- États-Unis : 9,60 millions de téléspectateurs (première diffusion)

### Épisode 19:Sous tension
- États-Unis /  Canada : 8 avril 2020 sur NBC / Citytv
- Belgique : 30 octobre 2020 sur RTL-TVI
- France : 12 mai 2021 sur TF1

- États-Unis : 9,07 millions de téléspectateurs (première diffusion)

### Épisode 20:Rattrapé par le passé
- États-Unis /  Canada : 15 avril 2020 sur NBC / Citytv
- Belgique : 30 octobre 2020 sur RTL-TVI
- France : 12 mai 2021 sur TF1

- États-Unis : 9,33 millions de téléspectateurs (première diffusion)